# Joseph Ackermann

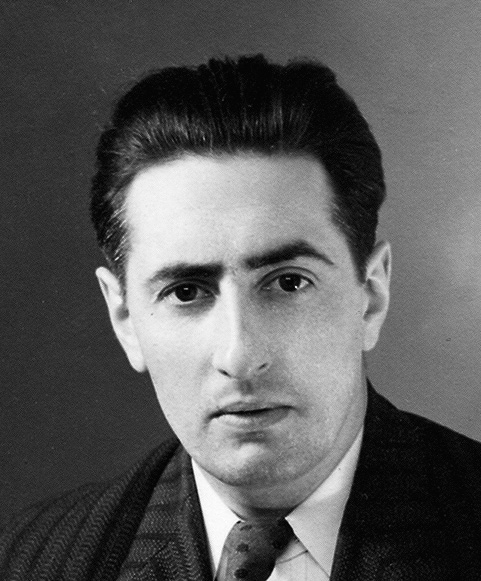
Joseph Ackermann

Joseph Ackermann (* 16. Februar 1901 in Bulle; † 5. Mai 1987 in Freiburg, heimatberechtigt in Düdingen und Plasselb) war ein Schweizer Politiker (CSP).

## Leben
Joseph Ackermann, Mitglied der Römisch-katholischen Kirche, wurde am 16. Februar 1901 als Sohn des Herausgebers der katholisch-konservativen Zeitung "Le Fribourgeois" Joseph Ackermann senior in Bulle geboren. Nach Absolvierung des Kollegiums in Saint-Maurice schrieb er sich für ein Rechtsstudium in Freiburg, Zürich und Paris ein, das er 1924 mit dem Lizenziat abschloss.
Seine erste berufliche Funktion war in den Jahren 1926 bis 1930 die des Substituts des Freiburger Staatsanwalts. Im Anschluss war er von  1930 bis 1941 als Rechtsanwalt in Bulle tätig. Daneben stand er zwischen 1932 und 1941 dem "Crédit Gruyérien" sowie zwischen 1951 und 1969 den Freiburger Elektrizitätswerken als Direktor vor. In der Schweizer Armee fungierte Ackermann im Dienstgrad eines Oberleutnants zunächst als Auditor, später als Gerichtspräsident der 2. Division.
Joseph Ackermann, der mit Jeanny verheiratet war, verstarb am 5. Mai 1987 im Alter von 86 Jahren in Freiburg.

## Politische Laufbahn
Joseph Ackermann gehörte von 1931 bis 1941 dem Freiburger Grossen Rat an. Daran anschliessend bekleidete er von 1941 bis 1951 im Staatsrat das Amt des Finanzdirektors. Daneben sass er zwischen 1947 und 1951 im Nationalrat. Ackermann, der die CSP des Kantons Freiburg präsidierte, wirkte zudem als Präsident der Chemins de fer fribourgeois (GFM) und der Tourismusgesellschaft "Gruyères-Moléson-Vudalla SA".